# Дар'ян Петрич
Дар'ян Петрич (словен. Darjan Petrič, 24 серпня 1964) — словенський плавець.
Учасник Олімпійських Ігор 1980, 1984, 1988 років. Бронзовий медаліст Чемпіонату світу 1982 року на дистанції 1500 м вільним стилем.